# Ira Gitler
Ira Gitler (18. prosince 1928, New York – 23. února 2019, New York) byl americký novinář.
Narodil se v New Yorku do židovské rodiny a od mladého věku se věnoval poslechu swingové hudby. Později se začal věnovat klasickému jazzu a krátce pracoval jako hudební producent pro vydavatelství Prestige Records. Jako novinář psal pro mnoho periodik, jako byly například Down Beat, JazzTimes nebo Modern Drummer. Spolu s klavíristou Leonardem Featherem je autorem rozsáhlé knihy The Biographical Encyclopedia of Jazz zabývající se jazzovými hudebníky.